# آخي كمال (مقاطعة دهغلان)
آخي كمال (بالفارسية: آخی کمال) هي قرية تقع في قسم ايلان الشمالي الريفي (مقاطعة دهغلان) في إيران. يقدر عدد سكانها بـ 54 نسمة بحسب إحصاء 2016.